# Reino de Gwent
Gwent fue un reino medieval Galés, que se extendía entre los Ríos Wye y Usk. Existía ya desde el final de la dominación Romana en gran Bretaña en el siglo V, hasta la conquista Normanda de Inglaterra en el siglo XI. Junto con su vecino Glywysing, parece haber mantenido una fuerte continuidad cultural con los Siluros, manteniendo sus propios tribunales y diócesis separado del resto de Gales hasta su conquista por Gruffydd ap Llywelyn. A pesar de que recuperó su independencia después de su muerte en 1063, Gwent fue el primero de los reinos Galeses en ser invadido tras la conquista Normanda.

## Historia

### Establecimiento
Esta área ha sido ocupada desde el Paleolítico, con hallazgos Mesolíticos en Goldcliff y pruebas de actividad creciente a lo largo del Bronce y Edad de Hierro.
Gwent nació después de la partida de las legiones romanas de Gran Bretaña, y heredó la cultura de la tribu Silur tribu y gran parte de los territorios que estos habían ocupado desde la Edad del Hierro.  Toma su nombre de la civitas de Venta Silurum, quizás significando "Mercado de los Silures". En el periodo posromano, el territorio alrededor de Venta se transformó en el reino de Guenta, posteriormente Gwent, derivando su nombre directamente de la ciudad a través del cambio de sonido normal en la lengua britona de v a gu.  La propia ciudad se convirtió en Caerwent, "Fort Venta". A diferencia de otros territorios galeses, los habitantes de Caerwent y Caerleon continuaron utilizando las murallas romanas de la ciudad durante toda la vida del reino.

### Antiguo Gwent
Tradicionalmente, se considera que el reino medieval,  ocupaba el área entre los ríos Usk y Wye, y la desembocadura del Severn. Al norte, la zona contigua Ewyas y Ergyng (más tarde conocido como "Archenfield"). Según una genealogía en Galés antiguo, el fundador del reino fue Caradoc Freichfras.[cita requerida] El centro más antiguo del reino pudo haber sido Caerwent, la capital administrativa romana, o tal vez Caerleon, que antiguamente fue un importante campamento militar romano. Santos galeses como Dubricius, Tatheus y Cadoc cristianizaron la zona a partir del siglo V. Según la tradición, en el siglo VI Caradoc trasladó su corte de Caerwent a Portskewett, tal vez cerca de Sudbrook. Otras teorías apuntan a que Gwent fue fundado por Erb, posiblemente descendiente de Caradoc, que puede haber sido un gobernante de Ergyng al este de las Montañas Negras que consiguió controlar un área más amplia hacia el sur.
Un monarca posterior fue el Rey cristiano Tewdrig que fue mortalmente herido mientras repelía una invasión pagana sajona.  Su hijo Meurig puede haber sido el responsable de la unificación mediante matrimonio entre Gwent y Glywysing en el siglo VII. Se ha sugerido que el hijo de Meurig, Athrwys, pudiera haber inspirado la figura del Rey Arturo, aunque otros lo consideran improbable.
A veces en el siglo VIII, Gwent y Glywysing parecen haber formado un solo reino. Gwent posible que también se han extendido al este del Río Wye en las zonas conocidas como Cantref Coch, que más tarde se convirtió en el Bosque de Dean. Su límite oriental más tarde se estableció como el Wye, tal vez en primer lugar se determina por Offa de Mercia en los finales del siglo VIII, y sin duda por Athelstan de Inglaterra en 927. El área al oeste del Río Usk, fue Gwynllŵg, que formó parte de Glywysing.

### Morgannwg
En 931, Morgan ab Owain de Gwent, más tarde conocido como Morgan Hen (Morgan, el Viejo), fue uno de los gobernantes galeses gobernantes que se sometieron al señorío de Athelstan, y se reunieron con él en Hereford. Sin embargo, Gwent se mantuvo como un reino galés diferenciado. Hacia 942, Gwent y Glywysing se unificaron temporalmente bajo el nombre de Morgannŵg por Morgan Hen, pero se volvieron a separar tras su muerte. En 1034 Gwent fue invadido por Canuto.

### Final del reino
La existencia de Gwent como reino independiente finalizó cuando Gruffydd ap Llywelyn conquistó Morgannŵg en 1055, extendiendo su dominio sobre todo Gales. Sin embargo, tras la muerte de Gruffydd en 1063, Cadwgan ap Meurig y Caradog ap Gruffydd restablecieron el antiguo reino de Morgannŵg. En 1065 el área fue invadida por el Conde Harold de Hereford, que trató de establecer una base en Portskewett, pero fue arrasado por Caradog, y Harold - por entonces Rey de Inglaterra - fue asesinado en la Batalla de Hastings en el año siguiente.
Con la expansión hacia el oeste de la invasión normanda a partir de 1067, la zona controlada por Caradog se desplaza a Deheubarth hasta su muerte en 1081. En ese momento, la mayoría de Gwent se encontraba ya bajo firme control normando. Sin embargo, el conflicto con los galeses continuó intermitentemente hasta 1217, cuando Guillermo el Mariscal envió tropas para reconquistar el castillo en Caerleon de los Galeses.
Los Normandos dividieron el área, incluyendo aquellas áreas que controlaban más allá del Río Usk, en la Marcas Galesas de Abergavenny, Caerleon, Monmouth, Striguil (Chepstow) y Usk. Construyeron castillos, muchos procedentes de una red de anteriores castillos de mota. La densidad de castillos de este tipo y antigüedad está entre las más altas de Gran Bretaña y, ciertamente, del resto de las marcas de Gales, con al menos 25 castillos sólo en Monmouthshire a día de hoy.

### Legado
Pese a la extinción del reino de 1091, el nombre de Gwent se continuó utilizando por parte de los Galeses a lo largo de este período y los siglos posteriores. Tradicionalmente se ha dividido por las colinas boscosas de Wentwood (en galés: Coed Gwent) en Gwent Uwch-coed ("más allá de los bosques") y Gwent Es-coed ("bajo los bosques"). Estos términos se han transcrito al inglés como Overwent y Netherwent, y en ocasiones se denomina a toda la zona "Wentland" o "Gwentland".
Los Señoríos de las Marcas fueron las unidades básicas de administración durante los siguientes 450 años aproximadamente, hasta que Enrique VIII aprueba la legislación de Gales de 1535. Esta Ley suprimió los Señoríos de las Marcas, y creó el Condado de Monmouthshire, uniendo los Señoríos al este del Usk con Newport (Gwynllŵg o Wentloog) y Caerleon al oeste.
En los siglos XIX y XX, los escritores volvieron a utilizar nuevamente el nombre 'Gwent' como una forma romántica para describir Monmouthshire. Con la reorganización administrativa de 1974/5, varias áreas administrativas nuevas dentro Gales recibieron el nombre de los antiguos reinos medievales - Gwent, Dyfed, Powys, y Gwynedd. Gwent como unidad de gobierno local dejó de existir en 1996, cuándo fue reemplazada por las autoridades locales de Newport, Blaenau Gwent, Torfaen, Caerphilly (que incluía partes de Mid Glamorgan), y Monmouthshire. El nombre pervive como uno de los condados preservados de Gales utilizados con propósitos ceremoniales en varias denominaciones, p. ej. Gwent Policía, Real Gwent Hospital, Coleg Gwent y el Newport Gwent.